# سفرهای دکتر دولیتل
«سفرهای دکتر دولیتل» (انگلیسی: The Voyages of Doctor Dolittle) یک کتاب از هیو لافتینگ است.